# Valaartunnel
De Valaartunnel is in het Antwerpse district Wilrijk een voertuigentunnel onder de Boomsesteenweg (A12 en N177) tussen de Berkenrijslaan (in het westen) en de Dokter Veeckmanslaan (in het oosten). Zij vormt een verbinding tussen de Wilrijkse wijk Valaar en de Heistraat, een van de Wilrijkse hoofdstraten waar ook de Onze-Lieve-Vrouw van de Rozenkranskerk aan staat.
Bevrijdingstunnel · Blauwtorentunnel · Bolivartunnel · Jeanne Brabantstunnel · Jos Brabantstunnel · Craeybeckxtunnel · Frans Tijsmanstunnel · Gasthuistunnel · Jan De Vostunnel · Kennedytunnel · Krijgsbaantunnel · Liefkenshoektunnel · Sint-Annatunnel · Van Eycktunnel · Valaartunnel · Waaslandtunnel